# ソアリング (競走馬)
ソアリング（Soaring）はアメリカ合衆国の競走馬、繁殖牝馬。競走馬としては未勝利に終わったが、繁殖入り後は子孫に活躍馬を多く輩出し、一大牝系を形成した。

## 血統背景
母スカイラーキング（Skylarking）は1950年のモーリスドゲスト賞優勝馬で、本馬の他にフランス1000ギニーの勝ち馬イラ（Yla）などを産んでいる。また同じく同馬の産駒であるカリム（Karim）は種牡馬として日本に輸入され、短距離重賞5勝を挙げたタマミや「アラブの魔女」と称されたイナリトウザイなどを輩出。母の父としても顕彰馬ハイセイコーを送り出した。
母の父ミルザ（Mirza）はムムタズマハルを母に持つ良血馬で、ジュライステークスなど短距離路線で重賞4勝を挙げ、同馬の産駒の中で競走馬としては最も活躍した。管理調教師のフランク・バターズはミルザについて「過去に手掛けた馬の中では最も速かった」と語っている。

## 経歴

### 競走馬時代
アメリカで計5レースに出走したものの未勝利に終わっている。

### 繁殖牝馬時代
母としては1968年アッシュランドステークスの優勝馬ミススワップスコー（Miss Swapsco）、1982年モンマスハンディキャップを制し同年のG2で2度ジョンヘンリーを3着に破ったメーメット（Mehmet）などを産み、繁殖牝馬としては大きな成功を収めた。
さらにミススワップスコーは繁殖入り後にバラード（Ballade）の母となる。バラードは母としてヘイローとの間に、G1競走を4勝し繁殖牝馬としても一流の結果を残した名牝グローリアスソング、1983年のエクリプス賞最優秀2歳牡馬で種牡馬としてもタイキシャトルを送り出したデヴィルズバッグ、2005年の北米リーディングサイアーとなったセイントバラードを産む驚異的な繁殖成績を挙げ、その後の子孫からもシングスピール、ダノンシャンティ、ヴィルシーナ、シュヴァルグラン、ヴィブロスなど活躍馬が多数誕生。同馬の子孫はソアリング系からさらに分岐した「バラード系」とも呼ばれる。
バラードを経由しない牝系子孫からは、ピフィギャル（Pi Phi Gal）の3代後にグラスワンダー・ワンダーアゲイン（Wonder Again）兄妹が出ている。

## 主な牝系図
- (Sedbury) Royal Mare ---No.12始祖
  - (7代省略)
    - Meynell 1736 ---No.12-c始祖
      - （16代省略）
        - Soaring 1960 ---↓（改行）
          - Miss Swapsco 1965
            - Ballade 1972
              - Glorious Song 1976 ---グローリアスソング系へ

---↓ソアリング系
G1競走優勝馬（太字）、重賞競走に優勝した日本馬、ほか独立記事のある馬を記載。*は日本に輸入された馬。
- Soaring 1960　
  - Miss Swapsco 1965（アッシュランドS）[3]
    - Ballade 1972 ---↓バラード系
      - Glorious Song 1976（ラカナダS・サンタマルガリータ招待H・トップフライトH・スピンスターS）---グローリアスソング系へ
      - Devil's Bag 1981（シャンペンS・ローレルフューチュリティ）
      - Angelic Song 1988
        - *ディボーステスティモニー 1992
          - フサイチセブン 2006（ダイオライト記念）

        - Macarena Macarena 1994
          - Nokaze 2009
            - *エアアルマス 2015（東海S）

        - *レディバラード 1997（クイーン賞・TCK女王盃）
          - レディアーティスト 2004
            - デルフィーノ 2011
              - ロードデルレイ 2020（日経新春杯）

          - ダノンバラード 2008（ラジオNIKKEI杯2歳S・アメリカジョッキークラブC）

        - Sligo Bay 1998（ハリウッドターフCS）[4]

      - Saint Ballado 1989（種牡馬）---バラード系ここまで

    - Sweeping View 1975
      - Saxon Shore 1990
        - Miss Turkomania 1996
          - Celtic Crown 2003
            - Nicoletta 2013（新ブリーダーズS）[5]

    - Devil's Sister 1983
      - Wendy's Daughter 1990
        - *グラントアウィッシュ 1997
          - Grant's Moon 2001
            - Lunar Fox 2017（オーストラリアンギニー）[6]

      - *ヒシナタリー 1993（フラワーC・小倉記念・ローズS・阪神牝馬特別）
        - *ヒシディーバ 2005
          - ダイシンクローバー 2016（京都ハイジャンプ）

  - Far Beyond 1972
    - Battle Creek Girl 1977
      - Full Retreat 1981
        - Capitulation 2002
          - Molly Morgan 2009（ラトロワンヌS）[7]

      - Beribboned 1984
        - Bedimpled 1990
          - Songfest 1998
            - Better than Ever 2006（シンガポールギニー・クランジマイル）[8]

      - *ウェバリングガール 1987
        - Military 1994（オークツリーターフチャンピオンS）[9]

    - Wings of Grace 1978
      - Jody G. 1986
        - Queen Mother 2003
          - Super Cool 2009（オーストラリアンC）[10]

      - Plenty of Glace 1987（イエローリボンS）[11]
      - Soaring Softly 1995（フラワーボウル招待H・BCフィリー&メアターフ）[12]

    - Sunyata 1989
      - The Devil's Trick 1995
        - Noble's Promise 2007（ブリーダーズフューチュリティS）[13]

      - New Economy 1998
        - New Normal 2008
          - New Narration 2015
            - Saudi Crown 2020（ペンシルベニアダービー）[14]

  - Pi Phi Gal 1973
    - Graceful Touch 1978
      - Ameriflora 1989
        - *グラスワンダー 1995（京成杯3歳S・朝日杯3歳S・有馬記念連覇・京王杯SC・宝塚記念・毎日王冠）
        - Wonder Again 1999（ガーデンシティBCH・ダイアナH）[15]
          - Amezement 2011
            - Colonel Liam 2017（ペガサスワールドカップターフ招待S・ターフクラシックS）[16]

      - Tribulation 1990（クイーンエリザベス2世チャレンジCS）[17]
        - *ミズナ 2002
          - ディサイファ 2009（エプソムC・中日新聞杯・札幌記念・アメリカジョッキークラブC）

  - Liberty Spirit 1974
    - Dawn's Curtsey 1982（フラワーボウルH）[18]
    - Meadow Spirit 1989
      - Sunshine Street 1995（サンフアンカピストラーノ招待H）[19][注 2]

  - Mehmet 1978（モンマスH）[21]

牝系図の出典：、牝系検索α

## 血統表
| ソアリングの血統        | ソアリングの血統            | ソアリングの血統            | （血統表の出典）            | （血統表の出典） |
| 父系                    | ハイペリオン系              | ハイペリオン系              | ハイペリオン系              | [ § 2 ]          |
| 父 Swaps 1952 栗毛      | 父の父Khaled 1943 黒鹿毛    | Hyperion                    | Gainsborough                | Gainsborough     |
| 父 Swaps 1952 栗毛      | 父の父Khaled 1943 黒鹿毛    | Hyperion                    | Selene                      |                  |
| 父 Swaps 1952 栗毛      | 父の父Khaled 1943 黒鹿毛    | Eclair                      | Ethnarch                    | Ethnarch         |
| 父 Swaps 1952 栗毛      | 父の父Khaled 1943 黒鹿毛    | Eclair                      | Black Ray                   |                  |
| 父 Swaps 1952 栗毛      | 父の母Iron Reward 1946 鹿毛 | Beau Pere                   | Son-in-Law                  | Son-in-Law       |
| 父 Swaps 1952 栗毛      | 父の母Iron Reward 1946 鹿毛 | Beau Pere                   | Cinna                       |                  |
| 父 Swaps 1952 栗毛      | 父の母Iron Reward 1946 鹿毛 | Iron Maiden                 | War Admiral                 | War Admiral      |
| 父 Swaps 1952 栗毛      | 父の母Iron Reward 1946 鹿毛 | Iron Maiden                 | Betty Derr                  |                  |
| 母 Skylarking 1947 栗毛 | 母の父Mirza 1935 鹿毛       | Blenheim                    | Blandford                   | Blandford        |
| 母 Skylarking 1947 栗毛 | 母の父Mirza 1935 鹿毛       | Blenheim                    | Malva                       |                  |
| 母 Skylarking 1947 栗毛 | 母の父Mirza 1935 鹿毛       | Mumtaz Mahal                | The Tetrarch                | The Tetrarch     |
| 母 Skylarking 1947 栗毛 | 母の父Mirza 1935 鹿毛       | Mumtaz Mahal                | Lady Josephine              |                  |
| 母 Skylarking 1947 栗毛 | 母の母Jennie 1936 鹿毛      | Apelle                      | Sardanapale                 | Sardanapale      |
| 母 Skylarking 1947 栗毛 | 母の母Jennie 1936 鹿毛      | Apelle                      | Angelina                    |                  |
| 母 Skylarking 1947 栗毛 | 母の母Jennie 1936 鹿毛      | Lindos Ojos                 | Buen Ojo                    | Buen Ojo         |
| 母 Skylarking 1947 栗毛 | 母の母Jennie 1936 鹿毛      | Lindos Ojos                 | Fourfold                    |                  |
| 母系(F-No.)             | 12号族(FN:12-c)             | 12号族(FN:12-c)             | 12号族(FN:12-c)             | [ § 3 ]          |
| 5代内の近親交配         | The Tetrarch 5×4･5 = 12.50% | The Tetrarch 5×4･5 = 12.50% | The Tetrarch 5×4･5 = 12.50% | [ § 4 ]          |
| 出典                    | 1. 2. 3. 4.                 | 1. 2. 3. 4.                 | 1. 2. 3. 4.                 | 1. 2. 3. 4.      |

- 祖母の半妹ジョアン（Joan）の牝系子孫にカラニシ、ノースフライトなど。